# Carlo Weber (Jurist)
Carlo Weber (* 16. Mai 1951 in West-Berlin; † 20. Januar 2023 in Oberkrämer,  Brandenburg) war ein Jurist und ehemaliger Beamter. Vom 1. Juni 2013 bis zum 31. Dezember 2017 war Weber Leiter des Verfassungsschutzes Brandenburg.
Zuvor war er vom 1. Februar 2001 bis zum 31. Mai 2013 Leitender Oberstaatsanwalt bei der Staatsanwaltschaft Frankfurt (Oder).

## Werdegang
Carlo Weber wurde 1951 in West-Berlin geboren und studierte von 1972 bis 1977 Rechtswissenschaften an der Freien Universität Berlin.
1979 trat Weber als Staatsanwalt beim Landgericht Berlin in den Staatsdienst ein. Anschließend war er in verschiedenen Funktionen bei Staatsanwaltschaften in Berlin und bei der Bundesanwaltschaft in Karlsruhe tätig.
1996 wechselte Weber dann von Berlin nach Brandenburg und arbeitete als Oberstaatsanwalt bei der Staatsanwaltschaft Neuruppin. Vom 1. Februar 2001 bis zum 31. Mai 2013 war er Leitender Oberstaatsanwalt bei der Staatsanwaltschaft Frankfurt (Oder). Er leitete dort die Schwerpunktstaatsanwaltschaft zur Bekämpfung der Organisierten Kriminalität.
Am 14. Mai 2013 wurde Weber vom damaligen SPD-Innenminister Dietmar Woidke als Chef des Verfassungsschutzes Brandenburg vorgeschlagen. Er trat das Amt am 1. Juni 2013 an. 2017 trat er in den Ruhestand.